# 黃連木屬
黃連木屬是無患子目漆樹科的一個屬，共有十個種。原產於加那利群島、北非、南歐、西亞、中亞及東亞、北美洲南部（墨西哥及美國的德州）。植株為小喬木或灌木，常綠或落葉植物，植株高度約有五至十五公尺高，葉互生，羽狀複葉。
黃連木屬植物可以做為某些鱗翅目昆蟲幼蟲的食草，例如：天蠶蛾科的帝王蛾（Emperor Moth）。
属名Pistacia源于希腊语pistake，即开心果。

## 栽培與用途
開心果是本屬最重要的種類，被當做果樹栽培以取得種子，種子可以做成乾果拿來食用。本屬某些種的種子在也可食用，但由於種子過小，無法商業化。
乳香黃連木是一種原生於地中海沿岸地區的常綠灌木或小喬木，它的樹脂稱為洋乳香，土耳其人常會咀嚼這種樹脂當做口香糖使用，樹脂也可以做為清漆的原料及做為藥材使用，是一種藥性溫和的興奮劑。洋乳香和橄欖科乳香屬植物所產的乳香並不是相同的東西，一般人所說的乳香通常是指乳香屬的乳香。
黃連木在秋天時葉子顏色會轉變為亮紅色，可以做為觀賞樹木使用。黃連木也是本屬植物中最耐寒的種類。
相传埃及艳后会服用黄连木属植物的树脂以使自己的尿液散发出香堇菜的芬芳，但这一传说的真实性存疑。

## 分类
黄连木属可分为两组：

### 黄连木组
异名：圆柄黄连木组 ；翅轴黄连木组 
此组为单系群。除了翅轴黄连木和宽果黄连木之外，其它物种叶轴均无翅。
- 翅轴黄连木 
  - 喀布尔黄连木 
  - 短叶黄连木
- 黄连木
- 宽果黄连木（英语：Pistacia eurycarpa） 
- 镰叶黄连木 
- 大叶黄连木（英语：Pistacia integerrima） 
- 馨珠黄连木
- 圆柄黄连木 
  - 巴勒斯坦黄连木
- 開心果

### 墨西哥黄连木组
异名：乳香黄连木组 
此组为并系群。所有物种叶轴均具翅。
- 凹叶黄连木（英语：Pistacia aethiopica） 
- 乳香黄连木
- 墨西哥黄连木（英语：Pistacia mexicana）
- 得州黄连木
- 清香木 

### 杂交种
可能是乳香黄连木和圆柄黄连木的杂交种。